# William Brodie
Pour les articles homonymes, voir Brodie.
William Brodie (28 septembre 1741 – 1er octobre 1788), plus communément connu sous le nom de Deacon Brodie, est un ébéniste écossais, président d'une guilde de marchands et conseiller municipal de la ville d'Édimbourg. Il est également voleur, autant par passion que pour payer ses dettes de jeux.

## Biographie

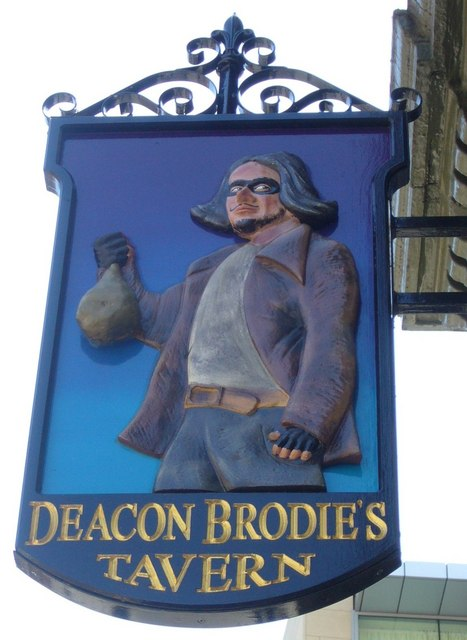
Alter ego nocturne de Brodie

De jour, il mène une vie d'homme d'affaires et est membre du conseil municipal et président de la Incorporation of Wrights and Masons. En tant qu'ébéniste, il fabrique et répare des meubles, y compris les mécanismes de fermeture et serrures. Il fréquente la noblesse d'Édimbourg et fait la connaissance du poète Robert Burns et du peintre Sir Henry Raeburn.
La nuit, Brodie se transforme en voleur. Son activité professionnelle lui permet de connaître les secrets des mesures de sécurité prises par ses clients, et il va jusqu'à copier leurs clés. En tant qu'ébéniste le plus connu de la ville, il est amené à intervenir dans les demeures des plus riches propriétaires. L'argent ainsi obtenu lui permet de faire vivre cinq enfants et deux maîtresses qui ne se connaissaient pas, ainsi qu'à fréquenter les tables des jeux de hasard. Il aurait entamé sa carrière de voleur vers 1768 lorsqu'il établit la copie de clés d'une banque où il aurait volé 800 £.
En 1786, il recrute une bande de trois voleurs : Brown, Smith et Ainslie. Mais sa capture survient la même année lors d'un vol à main armée dans une officine du fisc britannique à Canongate (en). Son plan échoue et Ainslie est capturé. Ce dernier, pour éviter la peine de mort, témoigne contre les autres membres de la bande. Brodie parvient à s'enfuir aux Pays-Bas, mais est arrêté à Amsterdam et renvoyé à Édimbourg pour y être jugé.
Le procès débute le 27 août 1788. Au début, aucune preuve tangible ne lui est opposée, mais plusieurs objets sont découverts chez lui : des copies de clés, un déguisement et des pistolets. Le jury déclare Brodie et Smith coupables (Smith était un serrurier anglais auteur de plusieurs vols).

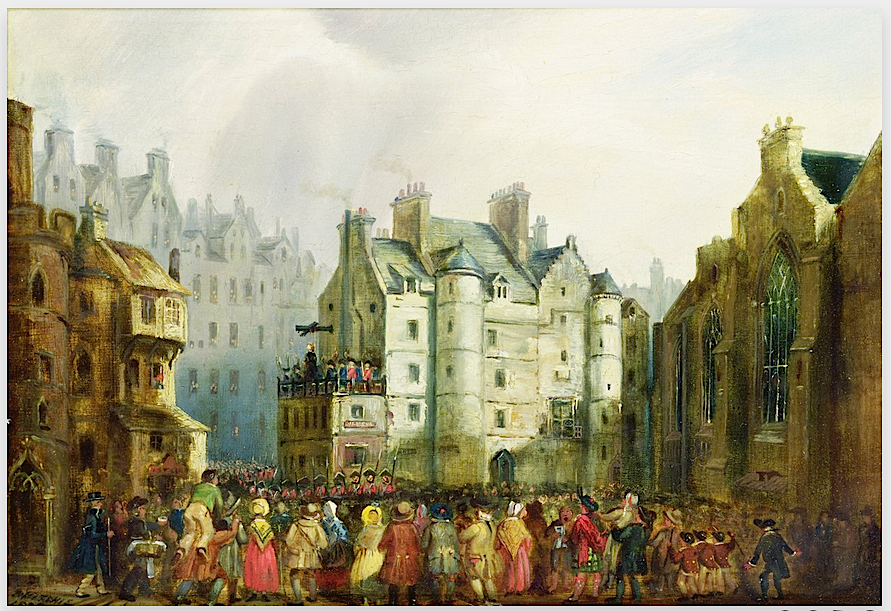
Alexander Hay Ritchie : The Execution of Deacon Brodie and George Smith (avant 1844), huile sur panneau.

Brodie et Smith sont pendus au centre de détention de Tolbooth le 1er octobre 1788, à une potence qu'il avait conçue et subventionnée l'année précédente. Selon une rumeur, Brodie porte un collet en acier et un tube en argent pour éviter que la pendaison ne lui soit fatale. Il aurait versé un pot-de-vin au bourreau pour qu'il soit rapidement détaché après la pendaison, dans le but de prévenir une trop longue suffocation. Mais le plan échoue. Brodie est enterré dans une tombe anonyme de la paroisse de Buccleuch. Des rumeurs circulent selon lesquelles il fut aperçu par la suite à Paris. Dans son tableau The Execution of Deacon Brodie and George Smith (avant 1844, City Hall Center, Édimbourg), le peintre écossais Alexander Hay Ritchie représente la scène de sa pendaison avec son complice en place publique.

La mythologie populaire veut que Brodie ait été le premier pendu par cette potence qui de surcroît aurait été son œuvre. William Roughead dans Classic Crimes affirme que, d'après ses recherches, Brodie avait certes en partie conçu la potence, mais qu'elle « n'était pas son œuvre, et qu'elle avait déjà servi à d'autres exécutions ». La dichotomie entre la vie publique et la vie de voleur de Brodie a pu servir d'inspiration à Robert Louis Stevenson pour écrire L'Étrange Cas du docteur Jekyll et de M. Hyde (le père de Stevenson possédait des meubles fabriqués par Brodie).
En 1997, un téléfilm intitulé Deacon Brodie est réalisé par Philip Saville et produit par la BBC.